# Lepiota rufipes
Lepiota rufipes är en svampart som beskrevs av Morgan 1906. Lepiota rufipes ingår i släktet Lepiota och familjen Agaricaceae.  Artens status i Sverige är: Osäker förekomst. Inga underarter finns listade i Catalogue of Life.